# Перелік Корейських прапорів
Це перелік прапорів які використовують у Республіці Корея і у Корейській Народно-демократичній республіці, а також прапори Династії Чосон та Корейської імперії.

## Прапор Корейського півострову
| Прапор | Дата           | Використання                   | Опис                                                                               |
| ------ | -------------- | ------------------------------ | ---------------------------------------------------------------------------------- |
|        | 1991 — дотепер | Уніфікований корейський прапор | Використовується для представлення обох Корей на міжнародних спортивних змаганнях. |

## Національні
| Прапор                                  | Дата                                    | Використання | Опис |
| Сучасні прапори Південної Кореї та КНДР | Сучасні прапори Південної Кореї та КНДР | Сучасні прапори Південної Кореї та КНДР | Сучасні прапори Південної Кореї та КНДР |
| --------------------------------------- | --------------------------------------- | --- | --- |
|                                         | 1948–дотепер                            | Прапор Південної Кореї (Taegeukgi) | Біле поле з червоно-синьою емблемою taegeuk у центрі і вісьмома знаками, у кожному куту прапору |
|                                         | 1948–дотепер                            | Прапор Північної Кореї (Ramhongsaek Konghwagukki) | Червоне поле з синіми смугами згори і знизу і червона зірка у центрі |
| Історичні версії                        |                                         | | |
|                                         | 1392                                    | Королівський прапор династії Корі | Також відомий як «Bong-gi». |
|                                         | 1800                                    | Власний штандарт імператора династії Чосон | |
|                                         | 1856                                    | Прапор династії Чосон | |
|                                         | 1876                                    | Власний штандарт імператора Кореї | |
|                                         | 1882–1910                               | Прапор Корейської імперії Середня версія зображена в книзі ВМС США 1882, Flags of Maritime Nations. Нижня версія знайдена у 1944 у американській серії марок. | Прапор колишньої Корейської імперії мав іншу емблему taegeuk ніж та, що на сучасному прапорі Південної Кореї. Слід зазначити, що зображення у книзі ВМС США 1882 може бути розгорнуте зліва направо. Розташування восьми знаків офіційно не було зафіксовано до 1948, коли з'явився уряд Південної Кореї. |
|                                         | 1882–1910                               | Прапор Корейської імперії Середня версія зображена в книзі ВМС США 1882, Flags of Maritime Nations. Нижня версія знайдена у 1944 у американській серії марок. | Прапор колишньої Корейської імперії мав іншу емблему taegeuk ніж та, що на сучасному прапорі Південної Кореї. Слід зазначити, що зображення у книзі ВМС США 1882 може бути розгорнуте зліва направо. Розташування восьми знаків офіційно не було зафіксовано до 1948, коли з'явився уряд Південної Кореї. |
|                                         | 1882–1910                               | Прапор Корейської імперії Середня версія зображена в книзі ВМС США 1882, Flags of Maritime Nations. Нижня версія знайдена у 1944 у американській серії марок. | Прапор колишньої Корейської імперії мав іншу емблему taegeuk ніж та, що на сучасному прапорі Південної Кореї. Слід зазначити, що зображення у книзі ВМС США 1882 може бути розгорнуте зліва направо. Розташування восьми знаків офіційно не було зафіксовано до 1948, коли з'явився уряд Південної Кореї. |
|                                         | 1882–1910                               | Прапор Корейської імперії Середня версія зображена в книзі ВМС США 1882, Flags of Maritime Nations. Нижня версія знайдена у 1944 у американській серії марок. | Прапор колишньої Корейської імперії мав іншу емблему taegeuk ніж та, що на сучасному прапорі Південної Кореї. Слід зазначити, що зображення у книзі ВМС США 1882 може бути розгорнуте зліва направо. Розташування восьми знаків офіційно не було зафіксовано до 1948, коли з'явився уряд Південної Кореї. |
|                                         | 1882–1910                               | Прапор Корейської імперії Середня версія зображена в книзі ВМС США 1882, Flags of Maritime Nations. Нижня версія знайдена у 1944 у американській серії марок. | Прапор колишньої Корейської імперії мав іншу емблему taegeuk ніж та, що на сучасному прапорі Південної Кореї. Слід зазначити, що зображення у книзі ВМС США 1882 може бути розгорнуте зліва направо. Розташування восьми знаків офіційно не було зафіксовано до 1948, коли з'явився уряд Південної Кореї. |

## Національний уряд (Південна Корея)
| Прапор                     | Дата                    | Використання               | Опис                                                                                     |
| Президентський штандарт    | Президентський штандарт | Президентський штандарт    | Президентський штандарт                                                                  |
| -------------------------- | ----------------------- | -------------------------- | ---------------------------------------------------------------------------------------- |
|                            | 1967 — дотепер          | Президентський штандарт    | Два фенікса тримають золотий Hibiscus syriacus під крилами.                              |
| Штандарт прем'єр-міністра  |                         |                            |                                                                                          |
|                            | 1988 — дотепер          | Штандарт прем'єр-міністра  | Інкрустація золотого Hibiscus syriacus на символічній емблемі Hibiscus syriacus          |
| Прапор Національного уряду |                         |                            |                                                                                          |
|                            | 1949–2016               | Прапор Національного уряду | Символічна емблема Hibiscus syriacus, з інкрустованим словом 정부 або Національний уряд. |
|                            | 2016 — дотепер          | Прапор Національного уряду | Taeguk                                                                                   |

## Військові
| Прапор         | Дата           | Використання                              | Опис |
| Північна Корея | Північна Корея | Північна Корея                            | Північна Корея |
| -------------- | -------------- | ----------------------------------------- | --- |
|                | ? — дотепер    | Прапор Корейської народної армії          | |
|                | 2011 — дотепер | Військово-морський прапор Північної Кореї | Зображення гори Пекти і озера Хевен.                                                                                       |
|                | ? — дотепер    | Прапор ВМС КНДР                           | |
|                | ? — дотепер    | Прапор ВПС                                | |
| Південна Корея |                |                                           | |
|                | ? — дотепер    | Прапор Міністерства національної оборони  | Емблема Міністерства на червоному полі.                                                                                    |
|                | ? — дотепер    | Прапор армії                              | Емблема армії на біло-синьому полі.                                                                                        |
|                | 1955 — дотепер | Військово-морський прапор Південної Кореї | Taegeuk на схрещених якорях, у білому квадраті на синьому полі.                                                            |
|                | 1951 — дотепер | Прапор Корпусу морської піхоти            | Схожість з прапором морської піхоти Сполучених Штатів показує на сильний вплив США з початку створення збройних сил Кореї. |
| Чосон          |                |                                           | |
|                |                | Бойовий прапор                            | |